# Krzysztof Penderecki
Krzysztof Eugeniusz Penderecki [křyštof eugeniuš] (23. listopadu 1933 Dębica – 29. března 2020 Krakov) byl polský skladatel klasické hudby a oper, jeden z nejvýraznějších představitelů hudební avantgardy druhé poloviny 20. století.

## Život

### Mládí (1933–1958)
Penderecki se narodil v Dębici v Podkarpatském vojvodství. Jeho otec, Tadeusz Penderecki, byl právník, matka Zofia (rozená Wittgensteinová). Dědeček, Robert Berger, byl talentovaný malíř. V době Krzysztofova narození byl ředitelem místní banky. Předci Pendereckého se do Dębice přestěhovali v polovině 19. století z Vratislavi. Babička byla arménského původu s původem v perském Isfahánu. Krzysztof ji často doprovázel do kostela Arménské apoštolské církve v Krakově.
V roce 1946 začal Penederecki studovat na gymnáziu. Vedle toho se učil hře na housle u místního dirigenta vojenského orchestru Stanisława Darłaka, který v Dębici vytvořil orchestr pro místní hudební společnost. Po maturitě v roce 1951 odešel Penderecki do Krakova aby studoval na Jagellonské univerzitě. Dále pokračoval ve hře na housle u Stanisława Tawroszewicze. V hudební teorii byl jeho učitelem Franciszek Skołyszewski. V roce 1954 vstoupil na Krakovskou hudební akademii, zanechal studia hry na housle a zcela se věnoval kompozici. Hlavním učitelem Pendereckého byl Artur Malawski a po jeho smrti Stanisław Wiechowicz. Po roce 1956 byla v Polsku poněkud uvolněna tuhá komunistická cenzura a otevřely se nové možnosti tvůrčí činnosti.

### První skladby (1958–1970)
Po absolvování Akademie v roce 1958 zůstal na škole jako pedagog. Jeho první práce vykazují vliv Igora Stravinského, Antona Weberna a Pierra Bouleze. Mezinárodně začal být znám, když byly v roce 1959 na festivalu soudobé hudby Varšavský podzim uvedeny jeho skladby Strofy, Psalmy Dawida (Davidovy žalmy) a Emanacje. Světový úspěch mu však přinesla skladba Ofiarom Hiroszimy – tren na 52 instrumenty smyczkowe (Obětem Hirošimy – nářek pro 52 smyčcových nástrojů). V ní použil i neobvyklé instrumentální techniky (např. hra za kobylkou, klepání na dno nástroje) a textury (např. hojně využíval tónových klastrů). Skladba měla pracovní název 8' 37", teprve později se rozhodl ji věnovat obětem Hirošimy.
V následujícím roce uvedl na festivalu současné hudby v Donaueschingen skladbu Fluorescence, ve které ještě zvýšil orchestrální hustotu použitím mnoha dechových a bicích nástrojů. Ve skladbě zní 32 bicích, často neobvyklých nástrojů, jako psací stroje, gongy, mexické güiro a další. Zavedl rovněž zcela revoluční notaci. Její provedení bylo považováno za provokativní a kontroverzní.
V letech 1958–1962 se zabýval také elektronickou hudbou. Propagátor elektronické hudby a muzikolog Józef Patkowski mu umožnil přístup do Experimentálního studia Polského rozhlasu ve Varšavě, ve kterém pořádal semináře s účastí zahraničních skladatelů.
V roce 1966 se stal profesorem na Folkwang-Hochschule für Musik v Essenu. V té době napsal na objednávku Opery v Hamburku svou první operu Diabły z Loudun (založenou na příběhu o Urbainu Grandierovi) kde také měla v Hamburku v roce 1969 svou premiéru. Od té doby byla mnohorát provedena na světových operních scénách a vydána na zvukových nosičích.
V roce 1968 byl skladatel vyznamenán Státní cenou 1. stupně. Ke státním výročím v roce 1964 a 1974 pak obdržel Řád znovuzrozeného Polska.

### Pašije sv. Lukáše

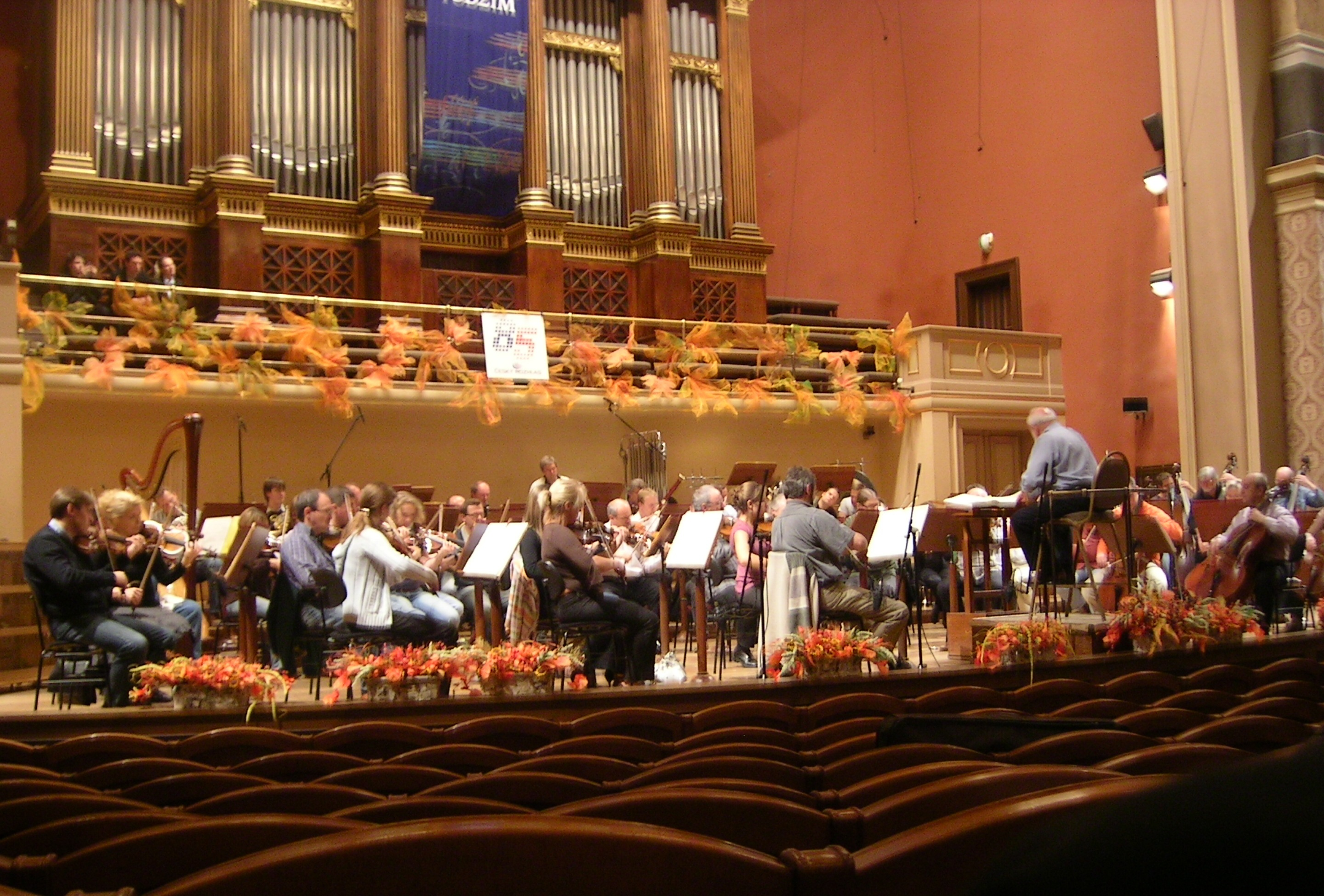
Penderecki na festivalu Pražský podzim 2008 (zkouška s orchestrem ve Dvořákově síni Rudolfina).

Rozměrná skladba Pašije sv. Lukáše (1963–1966) přinesla Pendereckému další nárůst popularity nejen pro svůj hluboce náboženský obsah, ale i pro avantgardní hudební jazyk. Západní obecenstvo vnímalo tuto skladbu jako vzpouru proti komunistickému režimu v Polsku. Ve skladbě jsou použity nejrůznější hudební styly. Experimentální skladebné postupy existují v konfrontaci s barokní formou i s občasným použitím tradiční harmonie a melodie. Penderecki v této skladbě používá seriální techniku, při čemž jedna z tónových řad zahrnuje i motiv BACH. V závěru skladba vrcholí čistým akordem E-dur.
Penederecki zkomponoval i řadu dalších skladeb na sakrální témata. Na počátku sedmdesátých let zkomponoval také Dies irae (známé také jako Osvětimské oratorium), Magnificat a Canticum Canticorum Salomonis (Šalomounova Píseň písní).

### Po roce 1970
V roce 1972 zahájil Penderecki rovněž kariéru dirigenta. V letech 1972–1978 byl profesorem na School of Music Yaleovy univerzity ve Spojených státech. V roce 1973 dokončil svou první symfonii, která měla premiéru v Peterborough (Anglie).
V polovině sedmdesátých let Penderecki radikálně změnil svůj kompoziční styl. Odstoupil od avantgardních postupů a obrátil se k baroku a neoklasicismu. Tato změna započal 1. houslovým koncertem a výrazně se projevila zejména ve 2. symfonii (Vánoční), kde mimo jiné zaznívá citace z oblíbené vánoční písně Tichá noc.
V roce 1980 si polské odborové hnutí Solidarita u skladatele objednalo skladbu ke slavnosti odhalení památníku obětem protivládních demonstrací v Gdaňsku (1970). Penderecki zkomponoval Lacrimosa, které později rozšířil na jednu ze svých nejznámějších skladeb Polské requiem.
V roce 2001 obdrželo Pendereckého Credo Cenu Grammy za nejlepší sborové dílo. V témže roce obdržel také nejvyšší španělské vyznamenání udělované jednotlivcům, skupinám lidí či organizacím z celého světa za pozoruhodné úspěchy v oblasti vědy, humanitních věd a lidských vztahů, Cenu knížete asturského. Obdržel i řadu čestných doktorátů na univerzitách celého světa.
Zemřel 29. března 2020 po dlouhé nemoci ve věku 86 let.

## Dílo

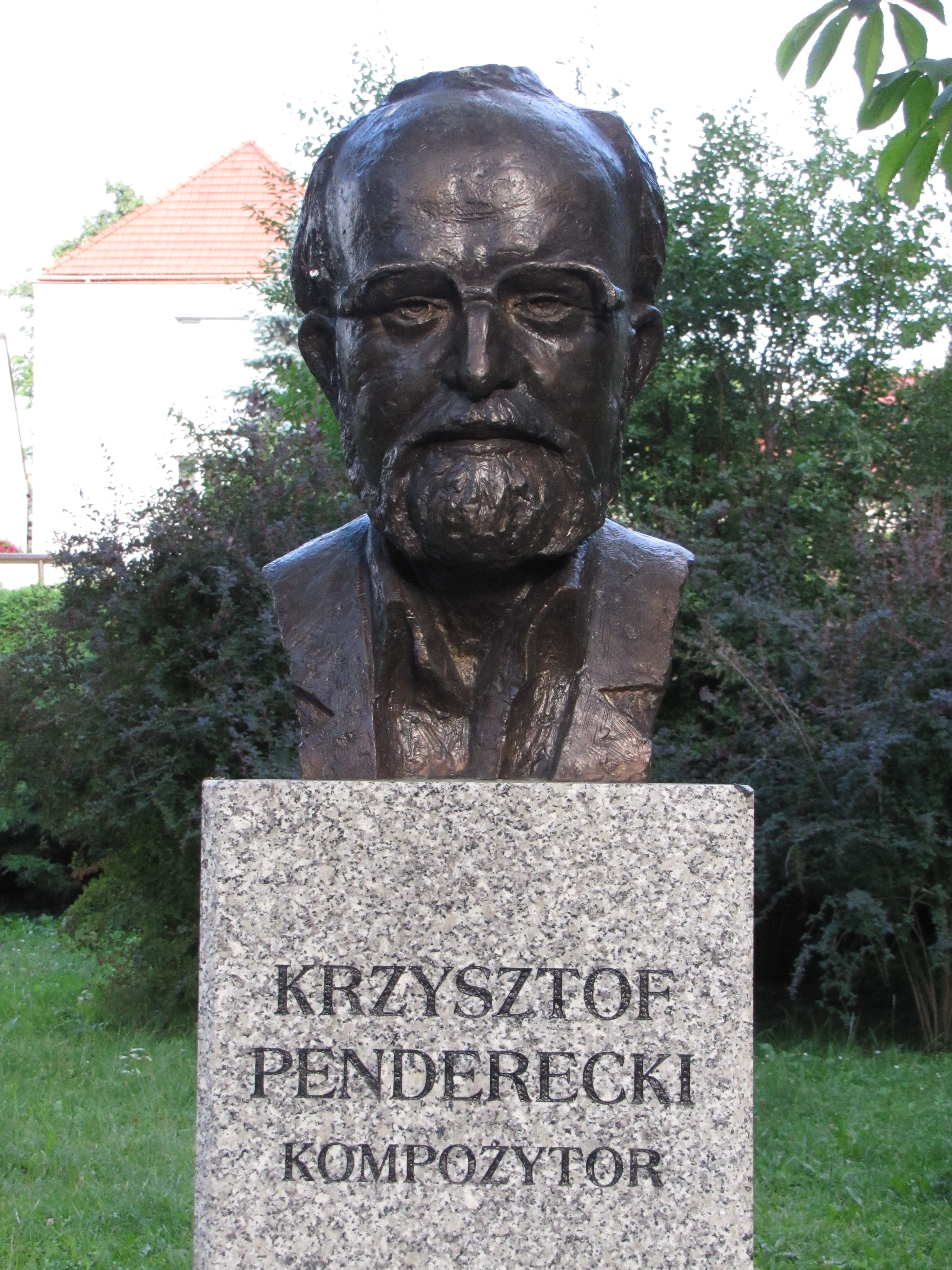
Busta Krzysztofa Pendereckého v Alei Sław v Kielcích.

### Opery
- Najdzielniejszy z rycerzy (Nejodvážnější rytíři, dětská rozhlasová opera, libreto Ewa Szelburg-Zarembina, 1965)
- Diabły z Loudun (Ďáblové z Loudunu, libreto autor na motivy knihy „The Devils of Loudun“ Aldous Huxley, 1968–1969)
- Raj utracony (Ztracený ráj, na motivy básně Johna Miltona, 1976–1978)
- Czarna maska (Černá maska, text Harry Kupfera a Krzysztof Penderecki podle dramatu Die schwarze Maske Gerharta Hauptmanna, 1984–1986);
- Ubu Rex (Král Ubu, libreto Jerzy Jarocki podle dramatu „Ubu Roi“ Alfreda Jarryho, 1990–1991)

### Orchestrální skladby
- Anaklasis pro 42 smyčcových nástrojů a perkuse (1959–1960)
- Fluorescence (1961–1962)
- De natura sonoris č. 1 (1966)
- Preludium pro dechové nástroje, bicí a kontrabasy (1971)
- De natura sonoris č. 2 (1971)
- 1. symfonie (1972–1973)
- „Przebudzenie Jakuba“ (1974)
- Adagietto z „Raju utraconego“ (1979)
- 2. symfonie (Wigilijna) (1979–1980)
- 3. symfonie (1988–1995)
- Adagio – 4. symfonie (1989)
- 5. symfonie (1991–1992)
- Fanfarria Real (2003)
- Chaconne – in memoria Giovanni Paolo II. (fragment Polského requiem) (2005)

### Skladby pro smyčcový orchestr
- Emanace pro dva smyčcové orchestry (1959)
- Obětem Hirošimy – nářek pro 52 smyčcových nástrojů (1960–1961)
- Polymorphia pro 48 smyčcových nástrojů (1961)
- Kanón (1962)
- Intermezzo pro 24 smyčcových nástrojů (1973)
- Sinfonietta per archi (1992)
- Serenáda pro smyčcový orchestr: Passacaglia (1996), Larghetto (1997)

### Skladby pro dechový orchestr
- Pittsburgh Ouverture (1967)
- Actions pro jazzový orchestr (1971)
- Entrata pro 4 lesní rohy, 3 trubky, 3 pozouny, tubu a kotle (1994)
- Luzerner Fanfare pro 8 trubek a bicí nástroje (1998)

### Koncertantní skladby
- Fonogrammi pro flétnu a komorní prchestr (1961)
- Capriccio pro hoboj a 11 smyčců (1964)
- Sonata per violoncello ed orchestra (1964)
- Concerto per violoncello ed orchestra (1966–1967, revize 1971/1972)
- Capriccio per violino ed orchestra (1967)
- Partita pro klávesy, elektrickou basovou kytaru, harfu, kontrabas a orchestr (1971, revize 1991)
- Concerto per violino ed orchestra (1976–1977, revize 1988)
- Capriccio per tuba, Scherzo alla polacca (1980)
- Concerto per violoncello ed orchestra no. 2 (1982)
- Concerto per viola (violoncello/clarinetto) ed orchestra (1983)
- Concerto per flauto (clarinetto) ed orchestra da camera (1992)
- Concerto per violino ed orchestra no. 2 – Metamorfozy (1992–1995)
- Sinfonietta No. 2 per clarinetto ed archi (1994)
- Hudba pro flétnu, marimbu a smyčce (1995)
- Concerto Grosso per tre violoncelli ed orchestra (2000–2001)
- Concerto per pianoforte ed orchestra – Resurrection (2001–2002)
- Adagio pro violoncello a orchestr (2002–2003)
- Concerto grosso no. 2 per 5 clarinetti ed orchestra (2004)
- Concerto per corno e orchestra – Winterreise (2008)

### Komorní hudba
- Sonáta pro housle a klavír (1953)
- 3 miniature per clarinetto e pianoforte (1956)
- Miniatura per violino e pianoforte (1959)
- Quartetto per archi No. 1 (1. smyčcový kvartet, 1960)
- Capriccio per Siegfried Palm (1968)
- Quartetto per archi No. 2 (2. smyčcový kvartet, 1968)
- Cadenza per viola sola (1984;)
- Per Slava (1985–1986)
- Preludium pro klarinet solo in B (1987)
- Der unterbrochene Gedanke pro smyčcový kvartet (1988)
- Smyčcové trio (1990–1991)
- Kvartet pro klarinet, housle, violu a violoncello (1993)
- Divertimento per violoncello solo (1994)
- Sonata per violino e pianoforte No. 2 (1999)
- Sextet pro housle, violu, violoncello, klarinet, lesní roh a klavír (2000)
- Tempo di Valse pro sólové violoncello (2004)

### Filmová hudba
- Démon (režie Marcin Wrona, 2015)
- Maska (režie Stephen Quay a Timothy Quay, 2010)
- Prokletý ostrov (Shutter Island, režie Martin Scorsese, 2010)
- For the End of Time (režie Ema Kugler, 2009)
- Inventorium Sladów (režie Stephen Quay a Timothy Quay, 2009)
- Sedm bran jeruzalémských (režie Tomek Bagiński, TV film oceněný na 46. MTF Zlatá Praha, 2008)
- Sisifo (režie Andrea Esposito, 2008)
- Ten, koho se bojíš (režie Kristian Levring, 2008)
- Věrnost (český studentský film, 2005)
- Inland Empire (ve filmu Davida Lynche použita skladba „Als Jakob Erwachte“, 2006)
- Katyń (režie Andrzej Wajda, 2007)
- Vremena goda (režie Valerij Šišov, TV film, 1994)
- Tišina (režie Dimitr Petkov, 1991)
- Osamělý hlas člověka (režie Alexandr Sokurov, 1987
- V uslovijach neočevidnosti (režie Farchad Jusufov, 1986)
- Osvícení (režie Stanley Kubrick, 1980)
- Sen (použita skladba De natura sonoris, režie Lordan Zafranović, 1974)
- I doyde denyat (režie Georgi Djulgerov, 1973)
- Vymítač ďábla (The Exorcist, režie William Friedkin, 1973)
- Unterwegs nach Kathmandu (režie Manfred Durniok, TV film, 1971)
- Prologue (Francie, 1970)
- Modré goloásky (režie Michele Cournot, 1969)
- Teufel von Loudun (opera, TV film, 1969)
- Je t'aime, je t'aime (režie Alain Resnais, 1968)
- Ikar (režie Jerzy Zitzman, 1966)
- Szyfry (režie Wojciech Jerzy Has, 1966)
- Slodkie rytmy (režie Kazimierz Urbanski, 1965)
- Rękopis znaleziony w Saragossie (režie Wojciech Jerzy Has, 1964)
- Bezludna planeta (režie Krzysztof Debowski, 1962)
- General i mucha (režie Jerzy Zitzman, 1961)
- Wycieczka w kosmos (režie Krzysztof Debowski, 1961)

### Skladby pro mg. pásek
- Psalmus na taśmę (1961)
- Brigáda smrti pro hlas a mg. pásek podle Leona Weliczkera (1963)
- Ekecheiria – hudba pro pásku u příležitosti XX. olympijských her (1972)

### Sbor a cappella
- Stabat Mater (část Pašijí sv. Lukáše pro tři smíšené sbory a cappella, 1962)
- Miserere (část Pašijí sv. Lukáše pro chlapecký sbor a tři smíšené sbory a cappella, 1965)
- In Pulverem Mortis (část Pašijí sv. Lukáše pro tři smíšené sbory a cappella, 1965)
- Ecloga VIII pro šest hlasů (AATBBB) a cappella, podle Zpěvů pastýřských Publia Vergilia Mara, 1972
- Agnus Dei (část Polskiego Requiem pro smíšený sbor a cappella,1981)
- Ize cheruvimi pro smíšený sbor a cappella na staroslověnský text, 1986)
- Veni creator (Hrabanus Maurus) pro smíšený sbor a cappella (1987)
- Benedicamus Domino (Organum i Psalm 117) pro pětihlasý mužský sbor a cappella (1992)
- Benedictus pro smíšený sbor a cappella (1993)

### Vokální hudba s doprovodem
- Strofy pro soprán, recitátora a 10 nástrojů na texty Menandra, Sofokla a dalších (1959)
- Davidovy žalmy pro smíšený sbor, strunné a bicí nástroje (Žalm XXVIII., Žalm Psalm XXX., Žalm XLIII. a Žalm CXLIII.. 1958)
- Rozměry času a ticha pro čtyřicetihlasý smíšený sbor, bicí nástroje a smyčce (1959–1961)
- Cantata in honorem Almae Matris Universitatis Iagellonicae sescentos abhinc annos fundatae pro dva smíšené sbory a orchestr (1964)
- Canticum Canticorum Salomonis pro šestnáctihlasý smíšený sbor, komorní orchestr a taneční pár ad lib., 1970–1973)
- Slawa swjatamu dlinnju knazju moskowskamu (Hymnus k sv. Danieli) pro smíšený sbor a orchestr (1997)
- Hymnus k sv. Adalbertu pro smíšený sbor a orchestr (1997)
- Passio Et Mors Domini Nostri Jesu Christi Secundum Lucam pro sóla, recitátora, chlapecký sbor tři sbory a orchestr (1965–1966)
- Dies Irae – Oratorium ob memoriam in perniciei castris in Oświęcim necatorum inexstinguibilem reddendam pro sprán, tenor, bas, smíšený sbor a orchestr (I. Lamentatio, II. Apocalypsis III. Apotheosis, 1967)
- Kosmogonia pro soprán, tenor, bas, smíšený sbor a orchestr (1970)
- Utrenja I (Velikonoční vigilie – Uložení do hrobu) pro sóla, dva smíšené sbory a orchestr (1969–1970)
- Utrenja II (Velikonoční vigilie – Zmrtvýchvstání) pro sóla, dva smíšené sbory a orchestr (1970–1971)
- Magnificat pro sólový bas, vokální soubor na bas solo, dva smíšené sbory, chlapecký sbor a orchestr (I. Magnificat, II. Fuga, III. Et misericordia eius…, IV. fecit potentiam, V. passacaglia, IV. sicut locutus est, VII. gloria, 1973–1974)
- Te Deum pro sóla, dva smíšené sbory a orchestr (1979–1980)
- Polskie Requiem pro sóla, smíšený sbor a orchestr (1980–1984)
- Agnus Dei pro sóla, smíšený sbor a orchestr (1995)
- Siedem bram Jerozolimy pro pět sólistů (SSATB), recitátora, tři smíšené sbory a orchestr (I. Magnus Dominus et laudabilis nimis; II. Si oblitus fuero tui, Jerusalem; III. De profundis; IV. Si oblitus fuero tui, Jerusalem; V. Lauda, Jerusalem, Dominum (Žalm 147); VI. Facta es super me manus Domini (Ezechiel 37, 1-10); VII. Haec dicit Dominus; 1996)
- Credo pro pět sólistů (SSATB), dětský sbor, smíšený sbor a orchestr, 1997–1998)
- Phaedra pro zpěv, sbor a orchestr (2004)
- Symfonie č. 8 „Lieder der Vergänglichkeit“ pro soprán, mezzosoprán, baryton, sbor a orchestr (2004–2005)

## Ceny a vyznamenání

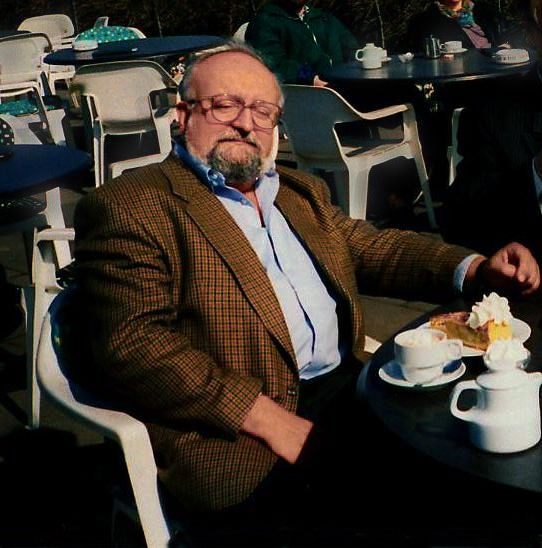
Krzysztof Penderecki

- I., II. a III. cenu na soutěži Společnosti Polských skladatelů za skladby:
  - „Strofy“ pro soprán, vypravěče a 10 nástrojů (1959)
  - „Emanace“ pro dva smyčcové orchestry (1958–1959)
  - „Davidovy žalmy“ pro smíšený sbor, strunné nástroje a perkuse (1958)
- „Žalozpěv obětem Hirošimy“ pro 52 smyčcových nástrojů (1961)
- „Kánon“ pro 52 strunných nástrojů a magnetickou pásku (1. cena na Mezinárodní tribuně skladatelů v Paříži v roce 1962)
- Prix Italia za „Passio et mors Domini Nostri Jesu Christi secundum Lucam“ pro 3 sólové hlasy, vypravěče, tři smíšené sbory, sbor chlapců a orchestr (1967)
- Prix Italia za 1968 za „Dies Irae“ pro 3 sólové hlasy, smíšený sbor a orchestr (1967).
- Polská státní cena I. řádu (1968, 1983)
- Cena Společnosti polských skladatelů (1970)
- Cena Gottfrieda von Herdera (1977)
- Cena Jeana Sibelia (1983)
- Premio Lorenzo Magnifico (1985)
- Cena Nadace Izrael
- Cena Karla Wolffa (1987)
- Cena Grammy (1988, 1999, 2001)
- Velký záslužný kříž, Řád za zásluhy RFN (1990)
- Grawemeyer Award University v Louisville (1992)
- Cena Mezinárodní hudební rady UNESCO (1993)
- Medaile za zásluhy pro kulturu monackého knížectví (1993)
- Komodorský kříž s hvězdou Řádu znovuzrození polského (1993)
- Rakouské čestné medaile za vědecké a umělecké výkony (1994)
- Cena Baltica (1995)
- Titul Commandeur dans l'Ordre des Arts et des Lettres (1996)
- Hudební cena města Duisburg (1999)
- AFIM Indie Award (1999)
- MIDEM Classical Award pro nejlepšího žijícího skladatele roku 2000
- Ordine al Merito della Repubblica Italiana (2000)
- Premio Principe de Asturias de las Artes (2001)
- Velkou Cena od Nadace pro kulturu (2002)
- Cena Romano Guardini (2002)
- Cena Europäischen Kirschenmusik (2003)
- Medaile Judaica Foundation (2003)
- Praemium Imperiale (2004)
- Řád bílého orla (2005)
- Titul Komandér tříhvězdičkového řádu Lotyšské republiky (2006)
- Zlatá Medailie Polského ministra kultury a národního dědictví (2008)
- Cena Józefa Chełmińskiego (2008)
- Zlatá medaile ministra kultury Arménské republiky (2008)